# Sudbury Wolves
Sudbury Wolves je kanadský juniorský klub ledního hokeje, který sídlí v Greater Sudbury v provincii Ontario. Současná franšíza byla založena v roce 1972 po přestěhování týmu Niagara Falls Flyers do Sudbury. Od roku 1972 působí v juniorské soutěži Ontario Hockey League (dříve Ontario Hockey Association). Své domácí zápasy odehrává v hale Sudbury Community Arena s kapacitou 4 640 diváků. Klubové barvy jsou modrá, bílá a šedá.
Název Wolves mělo v minulosti mnoho týmu ze Sudbury. Jedním z nejznámějším týmů tohoto názvu byl amatérský tým, který v letech 1938 a 1949 reprezentoval Kanadu na mistrovství světa v ledním hokeji. Pro kanadský výběr získal tým při první účasti zlatou medaili. Při druhé účasti se tým umístil pouze na druhé místě, což znamenalo zisk stříbrné medaile. Zanikl v průběhu padesátých let dvacátého století. Další tým tohoto názvu zvítězil v roce 1932 v Memorial Cupu. Současný tým působí od roku 1972 v OHL.
Nejznámější hráči, kteří prošli týmem, byli např.: Mike Fisher, Dennis Wideman, Dale Hunter, Pat Verbeek, Mike Smith, Andrew Raycroft, Marc Staal, Brian McGrattan, Mike Foligno, Dominik Kubalík, Dave Hunter, Štefan Blaho, Radek Faksa nebo Sebastian Dahm.

## Přehled ligové účasti
Zdroj: 
- 1972–1975: Ontario Hockey Association
- 1975–1980: Ontario Hockey Association (Leydenova divize)
- 1980–1981: Ontario Hockey League (Leydenova divize)
- 1981–1990: Ontario Hockey League (Emmsova divize)
- 1990–1994: Ontario Hockey League (Leydenova divize)
- 1994–1996: Ontario Hockey League (Centrální divize)
- 1996–1997: Ontario Hockey League (Východní divize)
- 1997– : Ontario Hockey League (Centrální divize)

## Soupisky medailistů z MS

### MS 1938 (1. místo)
Brankář: John Coulter, Mel Albright.

Obránci: Johnny Godfrey, Buster Portland.

Útočníci: Percy Allen, Pat McReavy, Roy Heximer, Gordie Bruce, Reg Chipman, Jimmy Russell, Jack Marshall, Glen Sutherland, Archie Burn.

Trenér: Max Silverman.

### MS 1949 (2. místo)
Brankáři: Robert Mills, Al Picard.

Obránci: Barney Hillson, Emile Gagne, Herb Kewley, Joe Tergeson.

Útočníci: William Dimoch, James Russell, Thomas Russell, Ray Bauer, Joe de Bastiani, Donald Stanley, Bud Hashey, Robert Mills, Don Munroe, John Kovich.

Trenér: Max Silverman.